# Henrique
För andra betydelser, se Henrique (olika betydelser).
Henrique Adriano Buss, mest känd som Henrique, född 14 oktober 1986, är en brasiliansk fotbollsspelare som spelar som försvarare för Fluminense. 

## Klubbkarriär
AFC Ajax lade ett bud på Henrique i juni 2008, fast det ledde till slut till att FC Barcelona köpte han. Barcelona gick med på att få Henrique för 8 miljoner euro från Palmeiras på ett femårskontrakt med extra 2 miljoner i bonusar, och att han skulle bli utlånad till Bayer Leverkusen. Övergången var klar efter en dag. Henrique spelade 27 ligamatcher för Leverkusen och han kom till final i den Tyska cupen. Han kom tillbaka till Barcelona i juni 2009 när lånet tog slut.
31 augusti blev han utlånad till Racing Santander i Spanien.

## Internationell karriär
Den 21 mars 2008 blev Henrique för första gången uttagen i det Brasilianska landslaget, efter att mittbacken Juan skadat ankeln.
Den 7 maj 2014 blev han uttagen i Brasiliens trupp till fotbolls-VM 2014.

## Klubbstatistik
Korrekt per den 29 juni 2009.
| Klubb              | Säsong             | Liga    | Liga | Cup     | Cup | Kontientalt | Kontientalt | Totalt  | Totalt |
| Klubb              | Säsong             | Matcher | Mål  | Matcher | Mål | Matcher     | Mål         | Matcher | Mål    |
| ------------------ | ------------------ | ------- | ---- | ------- | --- | ----------- | ----------- | ------- | ------ |
| Coritiba           | 2006               | 28      | 3    | -       | -   | -           | -           | 28      | 3      |
| Coritiba           | 2007               | 30      | 3    | -       | -   | -           | -           | 30      | 3      |
| Coritiba           | Totalt             | 58      | 6    | -       | -   | -           | -           | 58      | 6      |
| Palmeiras          | 2008               | 5       | 1    | -       | -   | -           | -           | 5       | 1      |
| Palmeiras          | Totalt             | 5       | 1    | -       | -   | -           | -           | 5       | 1      |
| Bayer Leverkusen   | 2008/2009          | 27      | 0    | 3       | 0   | -           | -           | 30      | 0      |
| Bayer Leverkusen   | Totalt             | 27      | 0    | 3       | 0   | -           | -           | 30      | 0      |
| Racing Santander   | 2009/2010          | 22      | 1    | 4       | 1   | -           | -           | 26      | 2      |
| Racing Santander   | 2010/2011          | 15      | 1    | 2       | 0   | -           | -           | 17      | 1      |
| Racing Santander   | Totalt             | 37      | 2    | 6       | 1   | -           | -           | 43      | 3      |
| Totalt i karriären | Totalt i karriären | 127     | 9    | 9       | 1   | -           | -           | 136     | 10     |

## Meriter

### Coritiba
- Campeonato Brasileiro Série B: 2007

### Palmeiras
- Campeonato Paulista: 2008
- Copa do Brasil: 2012
- Campeonato Brasileiro Série B: 2013

### Napoli
- Coppa Italia: 2013/2014
- Supercoppa italiana: 2014